# Square Dance (film)
Pour les articles homonymes, voir Square dance (homonymie).
Pour plus de détails, voir Fiche technique et Distribution.
Square Dance est un film américain réalisé par Daniel Petrie, sorti en 1987.

## Synopsis
Gemma Dillard est une adolescente de 13 ans qui vit à la campagne avec son grand-père. Juanelle, la mère de Gemma, lui propose de venir vivre avec elle à la ville car, désormais mariée, elle peut subvenir à ses besoins. Gemma accepte et devient proche de Rory Torrance, un jeune homme de 21 ans retardé mentalement, son seul ami dans ce nouvel environnement. Les rapports entre sa mère et elle ne tardent pas à se dégrader.

## Fiche technique
- Réalisation : Daniel Petrie
- Scénario : Alan Hines, d'après son roman du même nom
- Photographie : Jacek Laskus
- Montage : Bruce Green
- Musique : Bruce Broughton
- Sociétés de production : Island Pictures, NBC Productions et Pacific Arts Pictures
- Pays d'origine :  États-Unis
- Langue originale : anglais
- Format : couleur - 1,78:1 - son mono
- Genre : drame
- Durée : 112 minutes
- Date de sortie : 
  - États-Unis : 20 février 1987

## Distribution
- Winona Ryder : Gemma Dillard
- Jason Robards : GrandPa Dillard
- Jane Alexander : Juanelle
- Rob Lowe : Rory Torrance
- Deborah Richter : Gwen
- Guich Koock : Frank
- Elbert Lewis : Beecham
- Charlotte Stanton : Aggie
- J. David Moeller : Dub Mosley
- Dixie Taylor : Dolores
- Irma P. Hall : Dixon

## Accueil
Le film n'a connu qu'une sortie limitée aux États-Unis, et a rapporté 225 358 $.
Il recueille 31 % de critiques favorables, avec une note moyenne de 4,9/10 et sur la base de 13 critiques collectées, sur le site Rotten Tomatoes.
Rob Lowe a été nommé au Golden Globe du meilleur acteur dans un second rôle.